# Аріовіст
Аріові́ст (1 століття до н. е.) — вождь германського племені свевів.
Близько 60 до н. е. Аріовіст виступив проти племені едуїв на чолі із Дівітіаком, розбив їх і закріпився в Північній Галлії. Намагання Аріовіста поширити свої володіння і вплив у Галлії римський сенат сприйняв як загрозу вторгнення до Італії.
58 до н. е. Юлій Цезар розбив Аріовіста в районі Весонтіона (сучасне м. Безансон). Поранений в бою, Аріовіст втік за Рейн і невдовзі помер.